# Mike Kelley
Mike Kelley (Detroit, 1954 – Pasadena, 2012) és un artista de la costa oest americana.

## Biografia
Mike Kelley va estudiar a la Universitat de Michigan i al California Institute of the Arts, on va assistir a les classes de Douglas Huebler i John Baldessari, entre d'altres. D'esperit provocador, el seu treball s'ha interessat pel món fosc del desig, la sociopatologia de l'estil de vida americà i la hipocresia de la família, la religió, la sexualitat i l'educació. Amb una personalitat que va actuar sempre a contracorrent, la seva obra inclou performances, instal·lacions i escultures. Amb humor negre, sovint incorpora joguines infantils i objectes quotidians d'estètica kitsch als quals atorga un significat subversiu. Darrere dels ninots de drap i els animals de peluix que el van donar a conèixer, s'amaguen tensions i un humor àcid. Durant molts anys, Kelley va col·laborar en projectes de vídeo com a director o performer (amb una gran intensitat dramàtica). Entre els seus col·laboradors hi ha figures destacades de l'art, la performance, el cinema i el vídeo, com ara Paul McCarthy, Raymond Pettibon, Ericka Beckman o Tony Oursler, amb qui va formar el grup de rock Poetics. Mai no va deixar de treballar amb músics amics com Iggy Pop i Sonic Youth.
El 2013, l'Stedelijk Museum d'Amsterdam va organitzar una gran retrospectiva sobre aquest artista, que posteriorment va viatjar al Centre Pompidou de París, al MoMA PS1 de Nova York i al Museum of Contemporary Art de Los Angeles. El 1993, hi havia hagut una retrospectiva de la seva obra al Whitney Museum of American Art de Nova York i el 1997 una altra al MACBA, que després es va poder veure al Center for Contemporary Art de Malmö a Suècia i a l'Stedelijk Van Abbemuseum d'Eindhoven. L'obra de Kelley és present en múltiples col·leccions com el Metropolitan Museum of Art de Nova York, el Centre Georges Pompidou de París, el Museum für Moderner Kunst de Viena i el Solomon R. Guggenheim Museum de Nova York.